# 제11비행사단
제11비행사단(일본어: 第11飛行師団 다이쥬이치히코시단[*])은 일본 제국 육군 항공대의 항공사단이다. 통칭호는 "天鷲 아마와시[*] 1041"
1944년 7월, 미국의 일본 본토 공습에 대항하기 위한 한신간의 항공부대로서 제18비행단에서 제19비행사단으로 재편성되었다. 주력은 제15방면군, 일부는 제13방면군의 지휘를 받아 긴키, 주쿄권의 방공을 맡았다.

## 지휘부
| # | 계급 | 성명            | 취임일          | 이임일 | 비고        |
| - | ---- | --------------- | --------------- | ------ | ----------- |
| 1 | 소장 | 기타시마 구마오 | 1944년 7월 18일 | 종전   | [ 1 ] [ 2 ] |

| # | 계급 | 성명          | 취임일          | 이임일 | 비고  |
| - | ---- | ------------- | --------------- | ------ | ----- |
| 1 | 대좌 | 간자키 기요시 | 1945년 6월 10일 | 종전   | [ 3 ] |

## 전투 서열, 종전당시
| 전투부대 - 제23비행단 사령부 - 고마키 - 비행 제5전대 (5식복전) - 비행 제55전대 (2식전) - 비행 제56전대 (2식전) - 비행 제246전대 (4식전) | 비행장부대 - 제47항공지구사령부 - 제42비행장대대 - 제61비행장대대 - 제62비행장대대 - 제143비행장대대 - 제163비행장대대 - 제246비행장대대 |

## 장비
- 전투기
  - 2식 전투기
  - 4식 전투기
  - 5식 전투기

## 기록

### 계보
- (날짜불명), 제18비행단 →제18비행단
- 1944년 7월 15일, 第11飛行師団 →제11비행사단

### 참전
- 일본 전역

## 참고 자료
- 秦郁彦 (2005). 《日本陸海軍総合事典》 (일본어) 2판. 東京大学出版会.
- 外山操 (1981). 《陸海軍将官人事総覧 陸軍篇》 (일본어). 芙蓉書房.
- 外山操 (1987).  森松俊夫, 편집. 《帝国陸軍編制総覧》 (일본어). 芙蓉書房.
- 木俣滋郎 (1987). 《陸軍航空隊全史》. 航空戦史シリーズ90 (일본어). 朝日ソノラマ.
- 《太平洋戦争師団戦史》. 別冊歴史読本 戦記シリーズNo.32 (일본어). 新人物往来社. 1996.
- 防衛研究所戦史室 (1976). 《陸軍航空の軍備と運用（3）大東亜戦争終戦まで》. 戦史叢書 (일본어). 朝雲新聞社. ASIN: B000J9J2WO.